# Azuaga (kommunhuvudort)
Azuaga är en kommunhuvudort i Spanien.   Den ligger i provinsen Provincia de Badajoz och regionen Extremadura, i den sydvästra delen av landet, 290 km sydväst om huvudstaden Madrid. Azuaga ligger 583 meter över havet och antalet invånare är 8 242.
Terrängen runt Azuaga är lite kuperad. Runt Azuaga är det glesbefolkat, med 16 invånare per kvadratkilometer. Azuaga är det största samhället i trakten. Trakten runt Azuaga består till största delen av jordbruksmark.